# Vaskulär endotelcellstillväxtfaktor
VEGF, akronym för Vascular Endothelial Growth Factor, är ett protein som kanske är den mest välstuderade tillväxtfaktorn för angiogenes, nybildning av blodkärl. Den receptor som VEGF binder till finns på endotelceller (de celler som finns på insidan av blodkärlens väggar). Inhibition av VEGF eller dess receptor hindrar att nya blodkärl bildas. VEGF är också viktigt för endotelcellernas överlevnad.
VEGF-receptorn är en tyrosinkinasreceptor, som aktiverar flera intracellulära signalvägar. Däribland PI3-kinas, fosfolipas gamma samt fokaladhesioner, dessa signalvägar leder till hämmad apoptos, ökad cellmigration och ökad cellproliferation.